# Svetlana Jitomirskaya

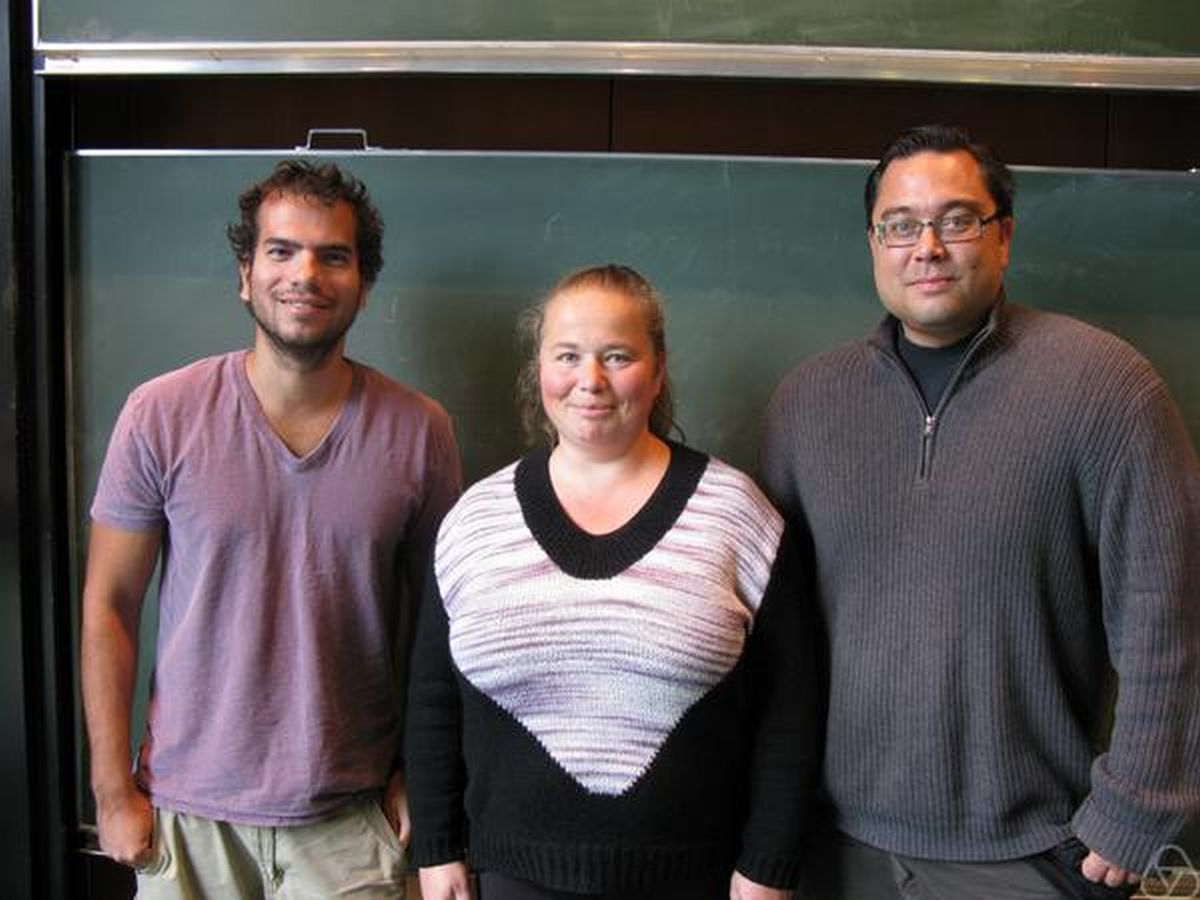
Svetlana Jitomirskaya (Mitte) mit Artur Avila (links), David Damanik, Oberwolfach 2012

Svetlana Yakovlevna Jitomirskaya (russisch Светлана Яковлевна Житомирская; * 4. Juni 1966 in Charkiw) ist eine russisch-US-amerikanische Mathematikerin, die sich mit mathematischer Physik beschäftigt.

## Leben

### Familie
Jitomirskaya stammt aus einer jüdischen Familie, in der beide Elternteile Mathematikprofessoren waren: Ihr Vater ist Jakow Schitomirski, ihre Mutter Walentina Michailowna Borok (1931–2004), Professorin in Charkiw und Spezialistin für partielle Differentialgleichungen. Auch ihr älterer Bruder Michail ist Mathematiker. Sie heiratete ihren Freund Wladimir Mandelstam (ebenfalls ein Mathematiker, mit dem sie später auch veröffentlichte) und hatte noch als Studentin eine Tochter mit ihm und später noch zwei weitere Kinder.

### Ausbildung
Jitomirskaya wollte zunächst Literatur studieren, nach eigenen Aussagen wählte sie dann aber doch Mathematik, weil sich so für sie bessere Chancen für die Aufnahme an der Lomonossow-Universität in Moskau ergaben (wo ihr Freund war), die besonders schwer für jüdische Studenten war – sie bereitete sich ein Jahr auf einer Spezialschule auf das berüchtigte Examen vor, wurde dann aber möglicherweise dank des Ansehens ihrer Eltern keiner solchen mündlichen Eingangsprüfung unterzogen.
An der Lomonossow-Universität hörte sie unter anderem bei Wladimir Arnold und Jakow Sinai. 1987 wurde sie bei Sinai promoviert (Localization problems in the kicked rotator model) und 1990 bei Sinai an der Lomonossow habilitiert (Spectral and statistical properties of lattice Hamiltonians), während sie wie ihr Mann am Moskauer Geophysikalischen Institut arbeitete.
1991 ging sie mit ihrem Mann in die USA. 1992 wurde sie Visiting Assistant Professor an der University of California, Irvine, 1994 Assistant Professor, 1997 Associate Professor und 2000 Professor. Gleichzeitig war sie aber auch noch bis 2006 Mitglied des Moskauer Geophysikalischen Instituts. Sie war unter anderem Gastprofessorin am Caltech, am MSRI und am Zentrum für Theoretische Physik in Marseille. Sie hat sowohl die russische wie die US-amerikanische Staatsbürgerschaft.

### Schaffen
Jitomirskaya arbeitete insbesondere über das Spektrum quasiperiodischer Schrödingeroperatoren mit Verbindungen zur Theorie des Quanten-Hall-Effekts, zu Quasikristallen, Lokalisierungsphänomenen und Quanten-Chaos. 1994 war sie Invited Speaker auf dem International Congress of Mathematical Physics in Paris (Everything about the almost Mathieu Operator), hielt auf dem Internationalen Kongress für Mathematische Physik von 2006 einen Plenarvortrag, war 2002 Invited Speaker auf dem Internationalen Mathematikerkongress in Peking (Nonperturbative localization) und 2022 hielt sie einen Plenarvortrag auf dem ICM (Small denominators and multiplicative Jensen's formula). 2005 erhielt sie den Ruth Lyttle Satter Prize in Mathematics, wobei insbesondere ihre Arbeiten zu nichtstörungstheoretischer quasiperiodischer Lokalisierung hervorgehoben wurden. Sie war Sloan Research Fellow (1996). 2018 wurde sie in die American Academy of Arts and Sciences gewählt, 2022 in die National Academy of Sciences. Für 2020 wurde Jitomirskaya der Dannie-Heineman-Preis für mathematische Physik der American Physical Society zugesprochen. Für 2025 wählte sie die AMS als Colloquium Lecturer aus.
Jitomirskaya arbeitete auch mit Barry Simon zusammen. Mit Artur Avila löste sie das Ten Martini Problem von Simon.

## Schriften (Auswahl)
Soweit nicht in den Fußnoten erwähnt.
- mit B. Simon: Operators with singular continuous spectrum: III. Almost periodic Schrödinger operators, Communications in Mathematical Physics, Band 165, 1994, S. 201–205.
- mit R. del Rio, Y. Last, Barry Simon: Operators with singular continuous spectrum, IV. Hausdorff dimensions, rank one perturbations, and localization, Journal d’Analyse Mathématique, Band 69, 1996, S. 153–200.
- mit A. Y. Gordon, Y. Last, B. Simon: Duality and singular continuous spectrum in the almost Mathieu equation, Acta Mathematica, Band 178, 1997, S. 169–183.
- mit Y. Last: Power-law subordinacy and singular spectra I. Half-line operators, Acta Mathematica, Band 183, 1999, S. 171–189.
- mit J. Borgain: Continuity of the Lyapunov exponent for quasiperiodic operators with analytic potential, Journal of Statistical Physics, Band 108, 2002, S. 1203–1218.
- mit A. Avila: The ten martini problem, Annals of Mathematics, Band 170, 2009, S. 303–342, Arxiv
- mit Wencai Liu: Universal hierarchical structure of quasiperiodic eigenfunctions, Annals of Mathematics, Band 187, 2018, S. 721–776.